# Henry Flynt
Henry Flynt (* 1940 Greensboro, Severní Karolína, USA) je americký avantgardní hudebník a filozof. Spolupracoval s Fluxusem a byl anti-art aktivistou.

## Život
Narodil se v Greensboro v Severní Karolíně. Učil se na housle. Během studií matematiky na Harvardově univerzitě se seznámil s Tonym Conradem, dalším houslistou studujícím matematiku. V roce 1960 se v New Yorku seznámil se skladatelem La Montem Youngem, který mu později věnoval skladbu X for Henry Flynt. V roce 1966 nahrál se skupinou The Insurrections, v níž dále působil mj. bubeník Walter De Maria, album I Don't Wanna, vydané až v roce 2004.
V roce 2002 vyšlo dvojdílné album Back Porch Hillbilly Blues obsahující další Flyntovy nahrávky z šedesátých let. V září 1966 dočasně nahradil nemocného Johna Calea (který o tři roky dříve provedl britskou premiéru Youngovy skladby X for Henry Flynt) na několik koncertů ve skupině The Velvet Underground. Již dříve dostal kytarové lekce od zpěváka kapely Lou Reeda. V sedmdesátých letech působil v kapelách Nova'Billy a Dharma Warriors, v níž s ním hráli mj. Catherine Christer Hennix a Arthur Russell. Později hrál na Russellově albu Iowa Dream.
Ve své hudební tvorbě mj. kombinoval prvky hillbilly s avantgardou. Ovlivněn byl ale také free jazzem, rockabilly a country, stejně jako hindustánskou klasickou hudbou, kterou objevil díky panditovi Pranu Nathovi.